# Junkie XL
Tom Holkenborg (* 8. prosince 1967 Lichtenvoorde, Nizozemsko, známější jako Junkie XL) je nizozemský multiinstrumentalista, producent a zvukař. Rovněž v některých případech používá jméno JXL. Je známý hlavně díky svému big beatovému remixu skladby "A Little Less Conversation" od Elvise Presleyho.

## Diskografie

### Alba
- Saturday Teenage Kick (1997)
- Big Sounds of the Drags (2000)
- Radio JXL: A Broadcast from the Computer Hell Cabin (2003)
- Today (2006)
- Booming Back at You (2008)
- Synthesized (2012)

### Spolupráce na filmech
- The Delivery (2001) – Skladatel
- Resident Evil (2002) – Dodatečná hudba
- The Animatrix (2003) – Dodatečná hudba
- The Chronicles of Riddick: Dark Fury (2004) – Dodatečná hudba
- Shark Tale (2004) – Dodatečná hudba
- Domino (2005) – Dodatečná hudba
- Blind (2006) – Skladatel
- Siberia (2007) – Skladatel
- Johan1 (2010) – Skladatel
- De Gelukkige Huisvrouw, The Happy Housewife (2010) – Skladatel
- Megamind (2010) – Skladatel
- Bringing Up Bobby (2011) – Skladatel
- New Kids (2011) – Skladatel
- New Kids Turbo (2011) – Skladatel
- The Heineken Kidnapping (2011) – Skladatel
- The Crisis and Us (2011) – Skladatel
- Kung Fu Panda 2 (2011) – Dodatečná hudba
- Madagascar 3 (2012) – Skladatel, Dodatečná hudba
- The Dark Knight Rises (2012) – Skladatel, Dodatečná hudba
- Man of Steel (2013) – Skladatel, Dodatečná hudba
- Paranoia (2013) – Skladatel
- 300: Rise of an Empire (2014) – Skladatel
- Divergent (2014) – Skladatel
- Mad Max: Fury Road (2014) – Skladatel
- Batman v Superman: Úsvit spravedlnosti (2016) – Skladatel, spolu s Hansem Zimmerem
- Tomb Raider (2018) - Skladatel

### Spolupráce na videohrách
- Need for Speed (1995) – Licence
- Test Drive 5 (1998) – Licence
- Need for Speed: High Stakes (1999) – Licence
- Demolition Racer: No Exit (2000)
- Gran Turismo 3 (2001)
- Quantum Redshift (2002) – Skladatel
- TD Overdrive: The Brotherhood of Speed (2002)
- EVE Online (2003)
- Need for Speed: Underground (2003) – Licence
- UEFA Euro 2004 (2004)
- The Sims 2: Noční život (2005) – Licence
- Forza Motorsport (2005) – Skladatel
- Destroy All Humans! (2005) – Dodatečná hudba
- Burnout Revenge (2005)
- Burnout Legends (2005) – Licence
- The Matrix: Path of Neo (2005) – Dodatečná hudba
- Infected (2005)
- Need for Speed: Carbon (2006) – Licence
- Dance Dance Revolution SuperNova 2 (2007)
- God of War II (2007) – Originální remix
- SSX Blur (2007) – Skladatel
- FIFA 08 (2007) – Licence
- Tap Tap Dance (2008)
- Burnout Paradise (2008)
- FIFA 09 (2008)
- Need For Speed: ProStreet (2009)
- FIFA Street 3 (2009) – Licence
- Mirror 's Edge (2010) – Originální remix
- The Sims 3: Late Night (2010) – Originální hudba
- The Sims 3 (2010) – Skladatel
- Saints Row The Third (2011)
- Darkspore (2011) – Skladatel